# Богдан Стевић
Богдан Стевић (Београд, 4. јун 1987) је српски фудбалер. Игра на позицији десног бека.

## Каријера
Фудбал је почео да тренира са 10 година у Чукаричком. Као омладинац је пола године био на позајмици у Жаркову, потом се вратио у Чукарички да би од 2005. до 2007. играо за Сопот. Након тога током 2007. и 2008. године игра за Раднички из Обреновца, да би у јануару 2009. потписао уговор са Партизаном. Одиграо је један првенствени меч за Партизан током другог дела сезоне 2008/09. Од 2009. до 2011. је играо на позајмици за Телеоптик у Првој лиги Србије. Касније је играо за неколико нижелигаша у Швајцарској.